# Gewerbezone Galgenfeld
Die Gewerbezone Galgenfeld ist ein Quartier der Stadt Bern. Es gehört zu den 2011 bernweit festgelegten 114 gebräuchlichen Quartieren und liegt im Stadtteil IV Kirchenfeld-Schosshalde, dort im statistischen Bezirk Beundenfeld. Es grenzt an die Grosse Allmend und die Kleine Allmend, Burgfeld, Schosshaldenwald/Friedhof, Beundenfeld/Baumgarten und die BernArena. Im Osten bildet es in einem kleinen Abschnitt die Stadtgrenze zu Ostermundigen.
Auf dem Galgenfeld wurden bis 1826 noch Todesurteile am «Galgenhubel» vollstreckt. Es gab drei Galgen, ein aufgerichtetes Rad und den Rabenstein für Enthauptungen. Aufgehoben wurde die Richtstätte erst 1870.
Im Jahr 2022 lebten im Quartier 202 Einwohner, davon 96 Schweizer und 106 Ausländer.
Die offizielle Quartiervertretung QUAV 4 benennt lokal ein Quartier Burgfeld/Galgenfeld, welches namentlich die gleichen bernweit gebräuchlichen Quartiere wie den statistischen Bezirk Beundenfeld enthält. Galgenfeld ist hiefür mit namensgebend. Wie alle 37 auf ihrem Gebiet liegenden bernweit gebräuchlichen Quartiere werden diese lokal als Kleinquartiere bezeichnet, wobei hier «Gewerbezone» weggelassen wird.
Das ehemalige PTT-/Swisscom-Hochhaus ist mit 72 bis 85 Metern eines der höchsten Häuser der Stadt. Nachdem es von 1994 bis 2014 Hauptquartier der Swisscom für Forschung und Entwicklung gewesen war und seitdem für Zwischennutzungen zur Verfügung stand, wurde es ab 2020 zum Wohnturm umgebaut. Das Quartier hat einen der grössten Anteile an Gewerbe- und Industriebetrieben in Bern.
Das Quartier gehört mit den Quartieren Freudenberg und Murifeld zu den Quartieren mit einer hohen relativen Armutsquote (definiert wenn weniger als 50 % des Medianeinkommens der Stadt Bern (49'693 CHF) verdient wird).
Die Hochschule der Künste Bern (HKB) als Teil der Berner Fachhochschule (BFH) befindet sich hier mit dem Studienbereich Theater.